# IC 3721
IC 3721 је спирална галаксија у сазвјежђу Береникина коса која се налази на листи објеката дубоког неба у Индекс каталогу.
Деклинација објекта је + 18° 45' 19" а ректасцензија 12h 44m 53,1s. Привидна величина (магнитуда) објекта IC 3721 износи 13,1 а фотографска магнитуда 14,0. IC 3721 је још познат и под ознакама IC 3725, UGC 7923, MCG 3-33-2, CGCG 100-5, IRAS 12423+1901, PGC 42956.